# Геворг Карапетјан
Геворг Карапетјан  (Азатаван, 1936 —  Jереван, 2024) био је јерменски инжењер, публициста и самоуки композитор.
Дипломирао је на Јереванском политехничком институту са дипломом инжењера, специјализовао се у области пројектовања мостова и путева. Аутор је више од стотину мостова, путева и друге урбане инфраструктуре.
Изводио је пројектантске радове у Јерменији и иностранству. Његови радови обухватају мостови у Јеревану, Ванадзору, Алаверди, Џермуку и у другима јерменскима градовима; Арташатско језеро, мостови и путеви у државама бившег Совјетског Савеза и у Сирије.
Геворг Карапетјан је аутор 5 уметничких збирки, као и 25 песама и 8 игара.